# Ingerenze degli Stati Uniti in politica estera
     Stati Uniti d'America
     Azione in colpi di stato e cambi di regime
     Interferenza elettorale
     Annessioni a seguito di azione in cambi di regime e invasione

Mappa delle ingerenze degli Stati Uniti
Stati Uniti d'America
Azione in colpi di stato e cambi di regime
Interferenza elettorale
Annessioni a seguito di azione in cambi di regime e invasione

Le ingerenze degli Stati Uniti in politica estera hanno compreso azioni sia esplicite sia segrete volte a modificare, sostituire o preservare governi stranieri. Gli Stati Uniti hanno eseguito almeno 81 interventi noti, tra espliciti o sotto copertura, in politica internazionale durante il periodo 1946-2000. Successivamente alla seconda guerra mondiale, il governo degli Stati Uniti ha organizzato operazioni per favorire cambi di regime, nel contesto della guerra fredda, per contendersi l'influenza e la leadership a livello globale con l'Unione Sovietica.
Operazioni significative comprendono il colpo di Stato iraniano del 1953 (operazione Ajax) orchestrato da Stati Uniti e Regno Unito, l'invasione della baia dei Porci del 1961 contro Cuba, il favoreggiamento del genocidio indonesiano e il sostegno alla "guerra sporca" argentina, oltre all'area tradizionale delle operazioni degli Stati Uniti, quali l'America centrale ed i Caraibi. Inoltre, gli Stati Uniti hanno interferito nelle elezioni nazionali di molti paesi, tra cui il Giappone negli anni '50 e '60 per mantenere al potere il Partito Liberal Democratico di centro-destra utilizzando fondi segreti, nelle Filippine organizzando la campagna per la presidenza di Ramón Magsaysay nel 1953, in Libano per aiutare i partiti cristiani nelle elezioni del 1957 usando finanziamenti segreti, in Italia per favorire la Democrazia Cristiana in funzione anticomunista durante le elezioni politiche del 1948.
Verso la fine della seconda guerra mondiale, gli Stati Uniti nel 1945 ratificarono la Carta delle Nazioni Unite, la quale vincolava legalmente il governo degli Stati Uniti alle disposizioni della carta, compreso l'articolo 2 (paragrafo 4), che proibisce la minaccia o l'uso della forza nelle relazioni internazionali, tranne in circostanze molto limitate, pertanto qualsiasi rivendicazione legale avanzata per giustificare il cambio di regime da parte di una potenza straniera comporta un onere particolarmente pesante.

## Interventi del XIX secolo

### 1846: Messico

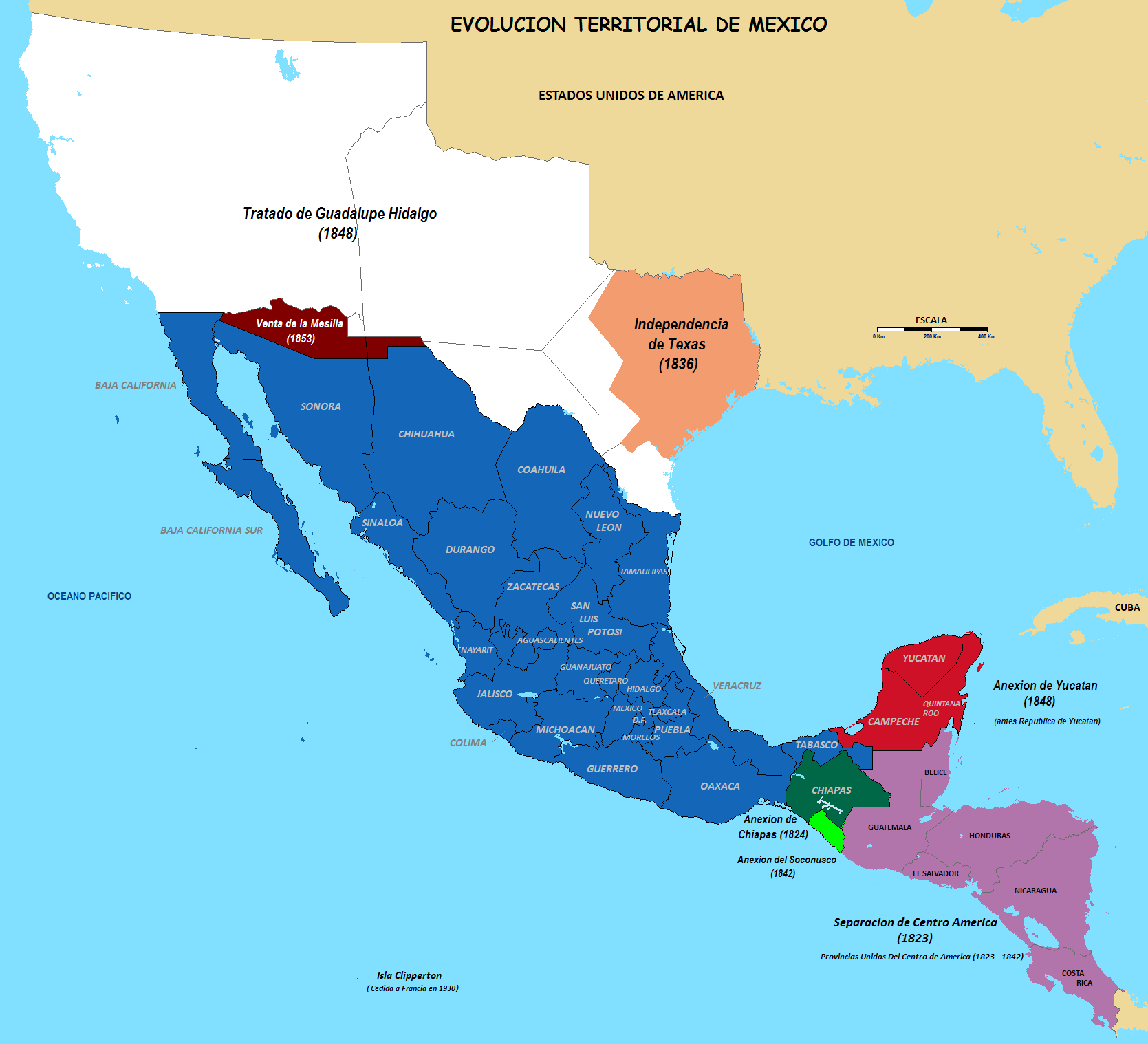
Territorio ceduto agli Stati Uniti a seguito del trattato di Guadalupe Hidalgo

La guerra messico-statunitense fu un conflitto armato tra gli Stati Uniti d'America ed il Messico dal 1846 al 1848 sulla scia dell'annessione statunitense del Texas del 1845, che il Messico considerava parte del suo territorio nonostante la rivoluzione del Texas del 1836.
Le forze statunitensi occuparono il Nuovo Messico e la California, poi invasero parti del Messico nord-orientale e del Messico nord-occidentale; Un'altra armata statunitense conquistò Città del Messico e la guerra finì con la vittoria degli Stati Uniti. Il trattato di Guadalupe Hidalgo specificò la principale conseguenza della guerra: la forzata cessione messicana dei territori di Alta California e Nuovo Messico agli Stati Uniti in cambio di 18 milioni di dollari. Il Messico accettò la perdita del Texas e in seguito definì il Rio Grande come confine nazionale.

### 1887-1889: Samoa
La crisi samoana fu uno scontro tra Stati Uniti, Germania e Gran Bretagna dal 1887 al 1889, con le potenze che sostenevano i rivali al trono delle Isole Samoa durante la guerra civile samoana. La seconda guerra civile di Samoa seguì nel 1898, coinvolgendo gli Stati Uniti (che appoggiarono il re in carica) e la Germania, che si concluse, attraverso la Convenzione tripartita del 1899, con la divisione delle Isole Samoa nelle Samoa Americane e Samoa tedesche.

## 1893-1917: impero ed espansionismo degli Stati Uniti

### 1890

#### 1893: Regno delle Hawaii
Elementi anti-monarchici, per lo più statunitensi, progettarono il rovesciamento del Regno delle Hawaii. Il 17 gennaio 1893, la regina nativa Liliuokalani fu deposta. Le Hawaii furono inizialmente ricostituite come repubblica indipendente, ma il fine ultimo dell'azione fu l'annessione delle isole agli Stati Uniti, che fu infine completata nel 1898.

#### 1898: Cuba e Porto Rico
Come parte della guerra ispano-americana, gli Stati Uniti invasero e occuparono Cuba e Porto Rico nel 1898, entrambe governate dalla Spagna. Cuba fu occupata dagli Stati Uniti dal 1898 al 1902 sotto il governatore militare Leonard Wood, e ancora dal 1906 al 1909, nel 1912 e dal 1917 al 1922; governata dai termini dell'emendamento Platt fino al 1934.
La campagna portoricana fu un'operazione militare e marittima statunitense nell'isola di Porto Rico durante la guerra ispano-americana. La Marina degli Stati Uniti ha attaccato la capitale coloniale dell'arcipelago, San Juan. Sebbene il danno inflitto alla città fosse minimo, gli statunitensi furono in grado di stabilire un blocco nel porto della città, la Baia di San Juan. L'offensiva di terra iniziò il 25 luglio con 1.300 soldati di fanteria. Tutte le azioni militari a Porto Rico sono state sospese il 13 agosto, dopo che il presidente degli Stati Uniti William McKinley e l'ambasciatore francese Jules Cambon, agendo per conto del governo spagnolo, firmarono un armistizio con cui la Spagna rinunciava alla sovranità sui territori di Porto Rico, Cuba, le Filippine e Guam.

#### 1899: Filippine
La guerra filippino-americana faceva parte di una serie di conflitti nella lotta filippina per l'indipendenza contro l'occupazione degli Stati Uniti. I combattimenti scoppiarono tra le forze rivoluzionarie filippine e le truppe statunitensi il 4 febbraio 1899 e rapidamente degenerarono nella battaglia di Manila del 1899. Il 2 giugno 1899, la Prima Repubblica delle Filippine dichiarò ufficialmente guerra agli Stati Uniti. La guerra terminò ufficialmente il 4 luglio 1902. Questo intervento degli Stati Uniti aveva lo scopo di prevenire il cambio di regime e mantenere il controllo degli Stati Uniti sulle Filippine.

#### 1898-1901: Cina
La ribellione dei Boxer fu un movimento proto-nazionalista in Cina tra il 1898 e il 1901, così chiamato perché era guidato da combattenti, definiti "pugili della giustizia e della concordia". Gli Stati Uniti facevano parte dell'Alleanza delle otto nazioni che portò 20.000 soldati armati in Cina, sconfisse l'esercito imperiale cinese e catturò Pechino. L'Alleanza delle otto nazioni era una coalizione militare formata per sconfiggere la ribellione, e le otto nazioni, oltre agli Stati Uniti, erano Giappone, Impero russo, Gran Bretagna, Francia, Germania, Regno d'Italia e Impero austro-ungarico.
Il protocollo dei Boxer del 7 settembre 1901 pose fine alla rivolta. Questo intervento non ha comportato un cambio di regime in Cina.

### 1900

#### 1903: Panama
Nel 1903, gli Stati Uniti aiutarono la secessione di Panama dalla Repubblica di Colombia. La secessione fu progettata da una fazione panamense sostenuta dalla Panama Canal Company, una società franco-americana il cui scopo era la costruzione di un corso d'acqua attraverso l'Istmo di Panama, per collegare così l'Oceano Atlantico e Pacifico. Nel 1903, gli Stati Uniti firmarono il trattato di Hay-Herrán con la Colombia, concedendo agli Stati Uniti l'uso dell'Istmo di Panama in cambio di un compenso economico. tra la guerra dei mille giorni. Il Canale di Panama era già in costruzione e la Zona del Canale di Panama fu scavata e posta sotto la sovranità degli Stati Uniti. Gli Stati Uniti hanno riconsegnato la zona a Panama solo nel 2000.

#### 1900-1920: Honduras
In quella che divenne nota come "guerre della banana", tra la fine della guerra ispano-americana nel 1898 e l'inizio della politica di buon vicinato nel 1934, gli Stati Uniti organizzarono molte invasioni e interventi militari in America centrale e nei Caraibi. I Marines statunitensi, che più spesso combatterono queste guerre, nel 1921 svilupparono un manuale intitolato "Small Wars Manual" basato sulle sue esperienze. Occasionalmente, la Marina statunitense ha fornito supporto di fuoco e venivano impiegate truppe dell'esercito. La United Fruit Company e la Standard Fruit Company dominavano nel settore dell'esportazione delle banane in Honduras e avevano i maggiori possedimenti di terra e ferrovie associate. Gli Stati Uniti organizzarono invasioni e incursioni di truppe statunitensi nel 1903 (sostenendo un colpo di Stato di Manuel Bonilla), nel 1907 (sostenendo Bonilla contro un colpo di Stato appoggiato dal Nicaragua), nel 1911 e nel 1912 (difendendo il regime di Miguel R. Davila da una rivolta), nel 1919 (per mantenere la pace durante la guerra civile e installare il governo provvisorio di Francisco Bográn), nel 1920 (in difesa del regime di Bográn da uno sciopero generale), nel 1924 (in difesa del regime di Rafael López Gutiérrez da una rivolta) e nel 1925 (in difesa del governo eletto di Miguel Paz Barahona) per difendere gli interessi degli Stati Uniti. Lo scrittore O. Henry coniò l'espressione "repubblica delle banane" nel 1904 per descrivere l'Honduras.

### 1910

#### 1912-1933: Nicaragua
Il governo degli Stati Uniti ha invaso il Nicaragua nel 1912 dopo atterraggi militari statunitensi e bombardamenti navali nei decenni precedenti. Gli Stati Uniti hanno fornito supporto politico alle forze a guida conservatrice che si ribellavano contro il presidente José Santos Zelaya, di orientamento liberale. I motivi dell'intervento degli Stati Uniti includevano il disaccordo con il progetto del canale del Nicaragua proposto, dal momento che gli Stati Uniti controllavano la Zona del Canale di Panama, che comprendeva il canale di Panama, e i tentativi del presidente Zelaya di regolamentare l'accesso degli stranieri alle risorse naturali del Nicaragua. Il 17 novembre 1909, due statunitensi furono giustiziati per ordine di Zelaya dopo che confessarono di aver posato una mina nel fiume San Juan con l'intenzione di far esplodere il Diamante. Gli Stati Uniti hanno giustificato l'intervento sostenendo di voler proteggere vite e le proprietà statunitensi. Zelaya si dimise più tardi quello stesso anno. Gli Stati Uniti occuparono il paese quasi ininterrottamente dal 1912 al 1933.

#### 1914: Messico
Le truppe statunitensi invasero Veracruz in Messico nel 1914 in seguito al caso Tampico. Gli Stati Uniti occuparono la città per sei mesi.

#### 1915-1934: Haiti
L'occupazione statunitense di Haiti si verifica dal 1915 al 1934. Le banche statunitensi avevano prestato denaro ad Haiti e richiesto l'intervento del governo degli Stati Uniti. Gli Stati Uniti installarono un governo fantoccio nel 1917 e dettarono i termini di una nuova costituzione haitiana nel 1917 che istituì cambiamenti che includevano la fine del divieto precedente di proprietà terriera da parte di non haitiani. I Cacos (gruppo militare) erano originariamente milizie armate di persone precedentemente schiavizzate che si ribellarono e presero il controllo delle aree montuose dopo la rivoluzione haitiana nel 1804. Tali gruppi combatterono una guerriglia contro l'occupazione statunitense in quelle che sono conosciute come le "guerre dei Cacos".

#### 1916-1924: Repubblica Dominicana
I marines statunitensi invasero la Repubblica Dominicana e la occuparono dal 1916 al 1924, e questo fu preceduto da interventi militari statunitensi nel 1903, 1904 e 1914. La Marina degli Stati Uniti installò il suo personale in tutte le posizioni chiave nel governo e controllò l'esercito e la polizia dominicani. Dopo due giorni, il presidente costituzionale, Juan Isidro Jimenes, si dimise.

## La prima guerra mondiale e il periodo tra le due guerre

### 1918: Russia
Dopo la Rivoluzione d'ottobre ed il ritiro dalla prima guerra mondiale del nuovo governo bolscevico, l'esercito statunitense insieme alle forze armate dei suoi alleati invase la Russia nel 1918. Circa 250.000 soldati, tra cui truppe dall'Europa, dagli Stati Uniti e dall'Impero giapponese invasero la Russia per aiutare l'Armata Bianca contro l'Armata Rossa del nuovo governo sovietico nella guerra civile russa. Le truppe occuparono parte della Russia del Nord da Arcangelo ed occuparono parte della Siberia da Vladivostok. Le forze d'invasione includevano 13.000 truppe statunitensi la cui missione, dopo la fine della prima guerra mondiale, era il rovesciamento del nuovo governo sovietico ed il ripristino del precedente regime zarista. Gli Stati Uniti ed altre forze occidentali non riuscirono nel loro intento e si ritirarono nel 1920, anche se i militari giapponesi continuarono a occupare parte della Siberia fino al 1922 e la metà settentrionale di Sachalin fino al 1925.

### 1941: Panama
Il governo degli Stati Uniti utilizzò i propri contatti con la Guardia nazionale di Panama, che gli Stati Uniti avevano precedentemente addestrato, per orchestrare un colpo di Stato contro il governo di Panama nell'ottobre 1941. Gli Stati Uniti avevano chiesto di costruire oltre 130 nuove installazioni militari all'interno e all'esterno della Zona del Canale di Panama, ma il governo di Panama rifiutò questa richiesta al prezzo offerto. Il presidente Arnulfo Arias fuggì dal paese e Ricardo Adolfo de la Guardia Arango, autore del colpo di Stato e amico del governo degli Stati Uniti, divenne presidente.

## Periodo della guerra fredda

### 1940

#### 1945-1950: Corea del Sud
Mentre l'Impero del Giappone si arrese nell'agosto del 1945, sotto la guida dei comitati di Lyuh Woon-Hyung in tutta la Corea si organizzava la transizione per l'indipendenza coreana. Il 28 agosto 1945 queste comitati formarono il governo nazionale provvisorio della Corea, rinominandola Repubblica popolare di Corea (PRK) un paio di settimane più tardi. L'8 settembre 1945, il governo degli Stati Uniti invase la Corea e successivamente stabilì il Governo militare dell'esercito degli Stati Uniti in Corea (USAMGK) per governare la Corea a sud del 38º parallelo Nord. L'USAMGK era un'amministrazione governativa insieme ai governatori giapponesi e molti altri funzionari giapponesi che avevano fatto parte del brutale governo coloniale imperiale giapponese e con i coreani che avevano collaborato con esso (Chinilpa), cosa che rese il governo impopolare e generò una forte resistenza popolare. L'USAMGK rifiutò di riconoscere il governo PRK, che era stato costituito per autogestire il paese, e il governo provvisorio della Repubblica di Corea, che aveva sede in Cina durante la seconda guerra mondiale e aveva combattuto contro i giapponesi, infine l'USAMGK dichiarò fuorilegge il governo della PRK. Nell'ottobre del 1948, il presidente e dittatore della Corea del Sud Syngman Rhee inviò unità militari per attaccare i comunisti o presunti tali che si opponevano alla divisione della Corea, e compì diverse atrocità di massa, tra cui l'uccisione di decine di migliaia di civili coreani sull'Isola di Jeju, sospettati di supportare la resistenza.
Nel 1952, il Joint Chiefs of Staff condussero il generale Mark Clark a formulare un piano per rovesciare il presidente sudcoreano Syngman Rhee, temendo che la crisi politica derivante dal suo comportamento autoritario avrebbe messo a repentaglio gli obiettivi militari. L'operazione Everready, come fu chiamato il piano, fu accantonata una volta che Rhee cedette alle pressioni statunitensi e liberò i leader dell'opposizione arrestati. Il piano fu ripreso in considerazione nel 1953 quando si temeva che Rhee non avrebbe accettato l'armistizio di Panmunjeom.

#### 1946-1949: Cina
Il governo degli Stati Uniti fornì aiuti militari, logistici e di altro tipo al Kuomintang (KMT), l'armata del partito nazionalista cinese di destra guidata da Chiang Kai-shek, nella guerra civile cinese contro le forze del Partito Comunista Cinese. Gli Stati Uniti trasportarono via aerea molte truppe del KMT dalla Cina centrale alla Manciuria. Circa 50.000 soldati statunitensi furono inviati per proteggere i siti strategici di Hupeh e Shandong. Le truppe del KMT addestrate e equipaggiate negli Stati Uniti trasportano truppe coreane e persino le truppe giapponesi imperiali nemiche per aiutare le forze del KMT ad occupare zone cinesi e contenere l'avanzata dei comunisti. Il presidente Harry Truman spiegò: «Era perfettamente chiaro per noi che se avessimo detto ai giapponesi di deporre le armi immediatamente e marciare verso la costa, l'intero paese sarebbe stato preso dai comunisti. Dovevamo quindi prendere l'insolita mossa di usare il nemico come presidio finché non avremmo potuto trasportare le truppe nazionali cinesi nella Cina meridionale e inviare marines per proteggere i porti marittimi». A meno di due anni dalla guerra sino-giapponese, il KMT aveva ricevuto 4,43 miliardi di dollari dagli Stati Uniti, la maggior parte dei quali erano aiuti militari.

#### 1946-1949: Grecia
I militari britannici insieme alle forze greche sotto il controllo del governo greco combatterono per il controllo del paese nella guerra civile greca contro l'Esercito Democratico Greco (EDC). L'EDC era composto principalmente da partigiani comunisti che, come parte dell'Esercito popolare greco di liberazione (EPGL) nell'estate del 1944, aveva liberato quasi tutto il paese dall'occupazione militare della Germania nazista. All'inizio del 1947, il governo britannico non poteva più permettersi l'enorme costo di finanziare la guerra contro l'EDC e, in base all'accordo delle percentuali dell'ottobre 1944 tra Winston Churchill e Iosif Stalin, la Grecia doveva rimanere parte della sfera d'influenza occidentale. Di conseguenza, gli inglesi chiesero al governo degli Stati Uniti di intervenire e questi ultimi fornirono il paese di attrezzature militari, consiglieri militari e armi. Con l'aumento degli aiuti militari statunitensi, nel settembre del 1949 il governo greco alla fine riuscì a vincere contro i comunisti.

#### 1946-1954: Filippine
Gli Stati Uniti aiutarono a sconfiggere la rivolta contadina filocomunista chiamata ribellione Hukbalahap o ribellione Huk.

#### 1952: Egitto
Il progetto FF ("Fat Fucker") fu un programma della Central Intelligence Agency inizialmente progettato per modernizzare il Regno d'Egitto sotto Fārūq I, portando il paese nella sfera anti-sovietica, tuttavia, la riluttanza del re a conformarsi ha portato Kermit Roosevelt Jr. a sostenere gli sforzi per sostituire completamente il regime. Dopo aver sentito voci di malcontento all'interno dell'esercito egiziano, Roosevelt incontrò i leader del movimento nazionalista anticomunista degli Ufficiali Liberi, in particolare il futuro presidente egiziano Gamal Abd el-Nasser, e li informò del sostegno statunitense al loro imminente colpo di Stato. Il 23 luglio 1952, il movimento degli Ufficiali Liberi rovesciò la monarchia con la rivoluzione egiziana e stabilì la Repubblica araba d'Egitto.

#### 1947-1970: Italia
Nel 1947 la Democrazia Cristiana (DC) guidata da Alcide De Gasperi, sostenuta dagli Stati Uniti, perdeva popolarità e il Partito Comunista Italiano (PCI) cresceva con forza grazie al suo sostegno alle lotte dei contadini di Sicilia, Toscana e Umbria, movimenti sostenuti dalle riforme di Fausto Gullo, comunista e ministro dell'Agricoltura. La DC tramò l'espulsione di tutti i ministri comunisti dal governo il 31 maggio: il PCI non avrebbe più avuto rappresentanza nazionale nel governo per almeno vent'anni. De Gasperi agì sotto la pressione del segretario di Stato statunitense George Marshall, che lo avvertì che l'anticomunismo era uno dei requisiti per ricevere aiuti statunitensi, e l'ambasciatore James Clement Dunn chiese direttamente al presidente del Consiglio di sciogliere il parlamento e bandire il PCI.
Alcuni documenti statunitensi declassificati testimoniano come la Central Intelligence Agency (CIA) abbia fornito supporto economico ed equipaggiamento militare ai partiti centristi italiani per le elezioni politiche italiane del 1948, come testimonia anche F. Mark Wyatt, ex agente della CIA. In caso di vittoria dei comunisti alle elezioni, la CIA indicava di impedirgli l'accesso al potere tramite la falsificazione dei risultati elettorali o con la forza. La CIA pubblicò anche lettere false per screditare i leader del Partito Comunista Italiano. Le agenzie degli Stati Uniti intrapresero una campagna di scrittura di almeno dieci milioni di lettere, fecero numerose trasmissioni radiofoniche a onde corte e finanziarono la pubblicazione di libri e articoli, che mettevano in guardia gli italiani dalle conseguenze di una vittoria comunista. La rivista Time sostenne la medesima campagna, ma per il pubblico statunitense, con il leader del Partito della Democrazia Cristiana e primo ministro Alcide De Gasperi in copertina il 19 aprile 1948.
Nel frattempo gli Stati Uniti convinsero segretamente il Partito Laburista inglese a fare pressioni sui socialdemocratici per porre fine al loro sostegno al PCI e promuovere una spaccatura devastante nel Partito Socialista Italiano.
La CIA spese almeno 65 milioni di dollari per aiutare a eleggere politici italiani, tra cui ogni politico della DC che abbia mai vinto un'elezione nazionale in Italia. I servizi segreti statunitensi si oppongono alla desecretazione completa di tutti i documenti segreti sull'influenzamento delle elezioni italiane del 1948.
Gli Stati Uniti ebbero un ruolo chiave anche nel corso del cosiddetto golpe Borghese del 1970, durante il quale formazioni di estrema destra facenti capo al Fronte Nazionale programmarono un colpo di Stato che fu tuttavia annullato dallo stesso Junio Valerio Borghese mentre era in corso di esecuzione, per motivi mai chiariti. Borghese in seguitò riparò in Spagna dove morì quattro anni dopo.  Analisi successive sostennero che il golpe sarebbe stato ideato come pretesto per consentire al governo democristiano di emanare leggi speciali nel contesto della cosiddetta strategia della tensione.

#### 1949: Siria
Il governo democraticamente eletto di Shukri al-Quwwatli fu rovesciato da una giunta guidata dal capo dello stato maggiore dell'esercito siriano all'epoca, Husni al-Za'im, che divenne presidente della Siria l'11 aprile 1949. La CIA organizzò una campagna per delegittimare il governo e giustificare il colpo di Stato. Quattro giorni dopo il governo siriano ratificò l'accordo per il progetto del gasdotto Trans-Arabian Pipeline

### 1950

#### 1953: Iran
Tra il 1951 e il 1953 gli Stati Uniti, di concerto col Regno Unito, portarono avanti una guerra ibrida contro l'Iran con l'obiettivo di condurre alla caduta del governo democraticamente eletto del nazionalista Mohammad Mossadeq, autore della nazionalizzazione dell'Anglo-Iranian Oil Company.
La campagna sovversiva, negli Stati Uniti nota come operazione Ajax e nel Regno Unito come operazione Boot, fece utilizzo di pressioni economiche, attività sotto bandiera, operazioni psicologiche e di quinte colonne, dai comunisti agli islamisti, e nell'agosto 1953 fece precipitare l'Iran nell'anarchia. L'insieme delle azioni riuscì nell'impresa di convincere Mossadeq a fare un passo indietro, che fu successivamente condannato al confino perpetuo, permettendo a Mohammad Reza Pahlavi di varare una stretta autoritaria destinata a durare fino al 1979, l'anno della rivoluzione khomeinista.

#### 1954: Guatemala
Fra il 1951 e il 1954 la Central Intelligence Agency condusse una guerra clandestina in Guatemala per destabilizzare il governo democraticamente eletto del presidente Jacobo Árbenz Guzman, la cui agenda politica contraria agli interessi in loco di due grandi corporazioni multinazionali statunitensi, la United Fruit Company e l'International Railways of Central America. La CIA agì di concerto con la United Fruit Company in un'operazione ribattezzata PBSUCCESS, ispirata al modello Ajax, che vide l'impiego di attività sotto bandiera, pressioni diplomatiche e atti di terrorismo e di sabotaggio compiuti da mercenari e guerriglieri.
Alle operazioni sovversive prese parte anche il più importante propagandista dell'epoca, Edward Bernays, che fu assoldato dalla United Fruit Company per dirigere le operazioni psicologiche in patria, ovvero la fabbricazione del consenso pubblico e politico attorno al rovesciamento di Árbenz, e in Guatemala, ossia lo sfaldamento dell'unità sociale e la radicalizzazione della popolazione. Nel luglio 1954, dopo mesi di turbolenze sociali e di intensificazione delle violenze politiche, il governo Árbenz cadde. Seguì una lotta per il potere culminata prima con l'installazione di Carlos Castillo Armas e dopo con lo scoppio di una guerra civile durata fino al 1996. di una serie di brutali dittatori di destra.
Il successo delle operazioni Ajax e PBSUCCESS convinse gli Stati Uniti a introdurre le guerre ibride nella loro dottrina strategica, plasmando il modus operandi della CIA per l'intera durata della Guerra fredda.

#### 1955-1960: Laos
Il governo degli Stati Uniti finanziò il bilancio militare del governo del Royal Lao nella guerra civile contro il movimento comunista Pathet Lao, che aveva preso il controllo di una parte del paese. Gli Stati Uniti pagarono il 100% del bilancio militare del governo e nel 1957 pagarono gli stipendi dell'Armée royale du Laos. Gli Stati Uniti schierarono personale civile statunitense con esperienza militare nonostante avesse firmato un trattato che vietava espressamente l'impiego di consulenti militari statunitensi. Nel luglio 1959, gli Stati Uniti inviarono dei commando vestiti da civili per addestrare l'Armée royale du Laos, questi interventi non comportarono cambiamenti di regime.

#### 1956-1957: Siria
- 1956 operazione Straggle: fallito colpo di Stato in Siria. La CIA pianificò un colpo di Stato per la fine di ottobre 1956 per rovesciare il governo siriano. Il piano prevedeva l'occupazione da parte dell'esercito siriano di città chiave e valichi di frontiera.[76][77][78] Esso fu rinviato quando Israele invase l'Egitto nell'ottobre del 1956 e gli statunitensi pensarono che la loro operazione non avrebbe avuto successo in un momento in cui il mondo arabo stava combattendo Israele. L'operazione fu scoperta e i cospiratori statunitensi dovettero fuggire dal paese.[79]
- 1957 operazione Wappen: fallito colpo di Stato in Siria. Un secondo tentativo di colpo di Stato, orchestrato l'anno seguente, prevedeva l'assassinio di alti funzionari siriani, la messa in scena di incidenti militari sul confine siriano per incolpare la Siria e poi essere usati come pretesto per l'invasione da parte delle truppe irachene e giordane, un'intensa campagna di propaganda statunitense indirizzata verso la popolazione siriana, sabotaggi e azioni per poi incolpare il governo siriano.[78][80][81][82] Questa operazione fallì quando gli ufficiali militari siriani, collegati col piano, pagarono con milioni di dollari in tangenti per effettuare il colpo di Stato, rivelando così la trama all'intelligence siriana. Il Dipartimento di Stato degli Stati Uniti d'America negò l'accusa di aver tramato il tentativo di colpo di Stato e insieme ai media statunitensi accusò la Siria di essere un "satellite" dell'Unione Sovietica.[81][83][84]

#### 1957-1959: Indonesia
Come membro fondatore del Movimento dei paesi non allineati e ospite della conferenza di Bandung dell'aprile 1955, l'Indonesia si avviava verso una politica estera indipendente, non impegnata militarmente in nessuna delle due parti nella guerra fredda. A partire dal 1957, la CIA organizzò un golpe da parte di ufficiali militari indonesiani ribelli, fallendo. I piloti della CIA, come Allen Lawrence Pope, guidarono aerei della Civil Air Transport (CAT), una compagnia aerea manovrata segretamente dalla CIA, i quali bombardarono obiettivi civili e militari in Indonesia. La CIA ordinò ai piloti CAT di prendere di mira le navi mercantili al fine di spaventare quelle straniere lontane dalle acque indonesiane, indebolendo così l'economia indonesiana e quindi destabilizzando il governo democraticamente eletto dell'Indonesia. Il bombardamento aereo della CIA provocò l'affondamento di diverse navi commerciali e il bombardamento di un mercato, in cui rimasero uccisi molti civili. Il tentativo di colpo di Stato fallì in quel momento e il presidente degli Stati Uniti Dwight D. Eisenhower negò qualsiasi coinvolgimento del suo paese.

#### 1958: Libano
Gli Stati Uniti lanciarono l'operazione Blue Bat nel luglio 1958 per intervenire nella crisi libanese del 1958: fu la prima applicazione della dottrina Eisenhower, secondo la quale gli Stati Uniti dovevano intervenire per proteggere i regimi considerati minacciati dal comunismo internazionale. L'obiettivo dell'operazione era di impedire il rovesciamento del governo libanese filo-occidentale del presidente Camille Chamoun da parte dell'opposizione comunista. Le forze armate statunitensi furono dispiegate sul territorio e i ribelli cessarono le attività. Chamoun venne comunque deposto e venne eletto il Fu'ad Shihab, alla nomina di un governo di riconciliazione nazionale.

### 1960

#### 1960: Repubblica Democratica del Congo
Nel gennaio del 1961, il primo primo ministro della Repubblica del Congo Patrice Lumumba, democraticamente eletto e filocomunista, finì nel mirino della CIA, la quale orchestrò un piano per assassinarlo. L'amministrazione Eisenhower si impegnò per l'elezione di forze politiche anticomuniste e fedeli agli Stati Uniti, convogliandogli finanziamenti segreti e organizzando manifestazioni di massa che avrebbero portato alla fine Mobutu Sese Seko a compiere un colpo di Stato nel 1960 per spodestare Lumumba, il quale venne arrestato dalle truppe golpiste, poi fucilato, fatto a pezzi e sciolto nell'acido con il supporto di agenti statunitensi e militari belgi. Nel 1965 la CIA appoggiò anche il successivo colpo di Stato di Mobutu contro il presidente Joseph Kasa-Vubu, il quale instaurò un regime totalitario durato fino al 1997.

#### 1960: Laos
Il 9 agosto 1960, il capitano Kong Le con il suo battaglione paracadutista prese controllo della capitale amministrativa di Vientiane, con l'intento di porre fine alla guerra civile in Laos, alle interferenze straniere nel paese, alla corruzione causata dagli aiuti stranieri e per migliorare trattamento per i soldati. Con il sostegno della CIA, il maresciallo di campo Sarit Thanarat, primo ministro della Thailandia, istituì un gruppo consultivo militare segreto tailandese chiamato Kaw Taw (KT), che insieme alla CIA orchestrò un contro colpo di Stato nel novembre 1960 contro il nuovo governo a Vientiane, fornendo artiglieria, artiglieri e consulenti al generale Phoumi Nosavan, cugino di primo grado di Sarit. Gli Stati Uniti schierarono anche il Police Aerial Reinforcement Unit (PARU), sponsorizzato dalla CIA, durante le operazioni all'interno del Laos. Con gli aiuti militari di vario tipo, trasportati per via aerea dalla CIA, le forze del generale Phoumi Nosavan catturarono Vientiane nel novembre del 1960.

#### 1961: Repubblica Dominicana

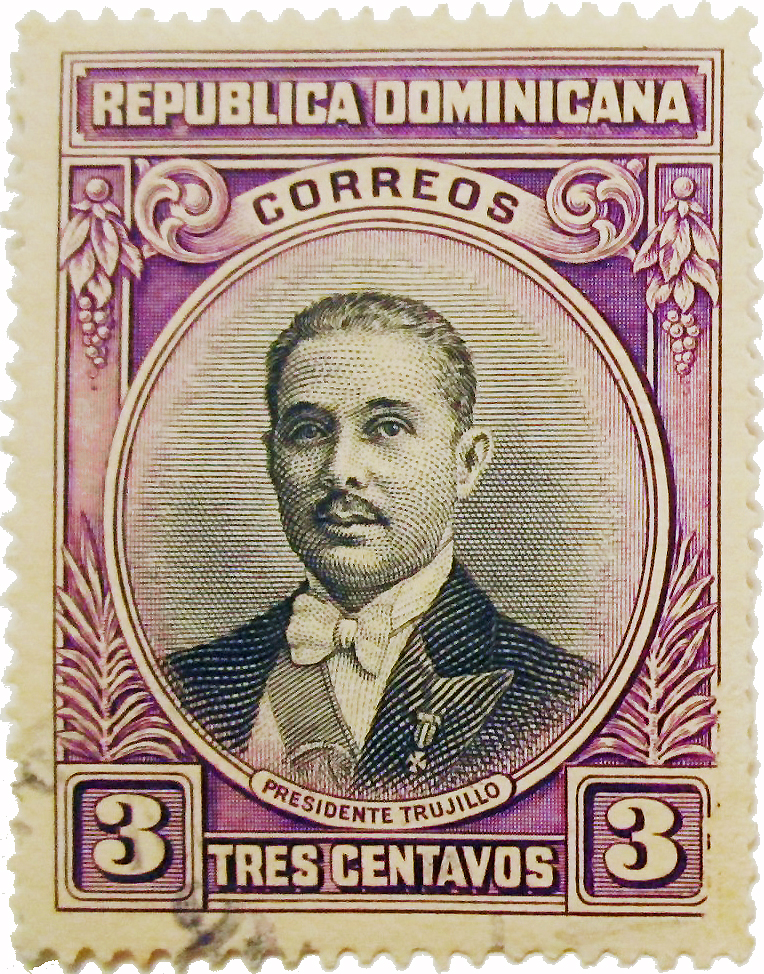
Trujillo su un francobollo del 1933

Nel maggio del 1961, il dittatore della Repubblica Dominicana Rafael Leónidas Trujillo fu assassinato con armi fornite dalla Central Intelligence Agency (CIA) degli Stati Uniti. Un memorandum interno della CIA afferma che un'indagine dell'Ufficio generale ispettore del 1973 sull'omicidio rivelò "un ampio coinvolgimento dell'agenzia con i cospiratori". La CIA descrisse il proprio ruolo nel "cambiare" il governo della Repubblica Dominicana come un "successo", in quanto ha contribuito a trasformare la Repubblica Dominicana da una dittatura totalitaria a una democrazia di stampo occidentale". Juan Bosch, uno dei primi beneficiari dei finanziamenti della CIA, fu eletto presidente della Repubblica Dominicana nel 1962 e fu deposto nel 1963.

#### 1961: Cuba, Baia dei Porci
La CIA organizzò e addestrò le forze controrivoluzionarie composte da esuli cubani per invadere Cuba con il sostegno e l'equipaggiamento delle forze armate statunitensi, nel tentativo di rovesciare il governo cubano di Fidel Castro. L'invasione della baia dei Porci fu lanciata nell'aprile del 1961, tre mesi dopo l'insediamento di John Fitzgerald Kennedy alla presidenza degli Stati Uniti. Le forze armate cubane, addestrate e equipaggiate dalle nazioni del blocco sovietico, sconfissero i combattenti invasori in tre giorni.

#### 1960: Cuba
L'operazione Mongoose fu un programma di lunga durata del governo degli Stati Uniti per rovesciare il governo di Cuba. L'operazione comprendeva la guerra economica, l'embargo, affinché il governo comunista di Fidel Castro non riuscisse a fornire beni alla popolazione, un'iniziativa di politica estera, in chiave anticastrista, per isolare Cuba e guerra psicologica "per trasformare il risentimento della popolazione sempre più contro il regime". La guerra economica dell'operazione includeva anche l'infiltrazione di agenti della CIA per compiere atti di sabotaggio contro obiettivi civili, come per esempio ponti ferroviari, un deposito di melassa, una centrale elettrica o il raccolto di zucchero, nonostante le ripetute richieste di Cuba al governo degli Stati Uniti di cessare le sue operazioni armate. Inoltre, la CIA ha orchestrato numerosi tentativi di assassinio contro Fidel Castro, compresi alcuni in collaborazione tra CIA e Cosa nostra statunitense.

#### 1961-1964: Brasile
Alla dimissione del presidente del Brasile nell'agosto 1961, fu succeduto da João Belchior Marques Goulart, il vicepresidente del paese eletto democraticamente, sostenitore dei diritti democratici, della legalizzazione del Partito comunista e a favore delle riforme economiche e agrarie, ma il governo degli Stati Uniti insistette affinché imponesse un programma di austerità economica. Il governo degli Stati Uniti organizzò l'operazione Fratello Sam per la destabilizzazione del Brasile, tagliando gli aiuti al governo brasiliano, fornendo aiuti ai governatori statali del Brasile che si opponevano al nuovo presidente e incoraggiando alti ufficiali militari brasiliani a prendere il potere e sostenere il capo dello stato maggiore generale Humberto de Alencar Castelo Branco. Il generale Branco guidò il rovesciamento del governo costituzionale del presidente João Goulart nell'aprile del 1964 e fu installato come primo presidente del regime militare, dichiarando immediatamente uno stato di assedio e arrestando oltre 50.000 oppositori politici nel primo mese di presa del potere, mentre il governo degli Stati Uniti espresse approvazione verso il nuovo governo e reintrodusse aiuti e investimenti in Brasile.

#### 1963: Iraq
Dopo il colpo di Stato in Iraq del febbraio 1963, che portò alla formazione di un governo baathista gli Stati Uniti offrirono sostegno materiale al nuovo governo, nonostante la sanguinosa epurazione anticomunista e le atrocità irachene contro ribelli e civili curdi. Per questo, afferma Nathan Citino: «Sebbene gli Stati Uniti non abbiano dato il via al colpo di Stato, nel migliore dei casi lo hanno avallato e nel peggiore dei casi ha contribuito alla violenza che ne è seguita». Il governo baathista crollò nel novembre 1963 sulla questione dell'unificazione con la Siria (dove un ramo rivale del partito Baath aveva preso il potere a marzo). Ci fu una grande discussione accademica sulle accuse del re Husayn di Giordania che indicava nella CIA (o altre agenzie statunitensi) chi fornì al governo baathista elenchi di comunisti e di altri esponenti di sinistra, che sono furono poi arrestati o uccisi dai milizia del partito Ba'ath, la guardia nazionale. Citino considera le accuse plausibili perché l'ambasciata USA in Iraq aveva effettivamente compilato tali elenchi e perché i membri della Guardia Nazionale irachena coinvolti nella purga erano stati addestrati negli Stati Uniti.

#### 1963: Vietnam
Sebbene gli Stati Uniti fossero alleati del Vietnam del Sud durante la guerra del Vietnam, l'amministrazione Kennedy tramava contro il presidente Ngô Đình Diệm, alla luce del suo rifiuto di adottare alcune riforme politiche. Gli Stati Uniti ordinarono quindi al proprio ambasciatore nel Vietnam del Sud, Henry Cabot Lodge Jr., di "esaminare le possibili alternative di leadership e fare piani dettagliati su come poter sostituire Diem". Lodge e Lucien Conein, stabilirono contatti con i membri dell'Esercito della Repubblica del Vietnam e li incitarono a rovesciare Diem. Questi sforzi culminarono in un colpo di Stato il 2 novembre 1963, durante il quale Diem e suo fratello furono assassinati.
I Pentagon Papers riportano: «Dall'agosto del 1963 abbiamo autorizzato, sanzionato e incoraggiato in modo diverso gli sforzi per il colpo di Stato dei generali vietnamiti e offerto pieno sostegno a un governo successore. A ottobre abbiamo tagliato gli aiuti a Diem con un rifiuto diretto, dando luce verde ai generali. Abbiamo mantenuto contatti clandestini con loro durante la pianificazione e l'esecuzione del colpo di Stato e abbiamo cercato di rivedere i loro piani operativi e proposto un nuovo governo».

#### 1965-66: Repubblica Dominicana
Nella guerra civile dominicana, una giunta guidata dal presidente Joseph Donald Reid Cabral stava combattendo le forze "costituzionaliste" o "ribelli" che sostenevano il ripristino del potere del primo presidente democraticamente eletto della Repubblica Dominicana, il presidente Juan Bosch, il cui mandato era interrotto da un colpo di Stato. Gli Stati Uniti lanciarono la "Operation Power Pack", un'operazione militare per interporre l'esercito USA tra i ribelli e le forze della giunta in modo da impedire l'avanzata dei ribelli e la loro vittoria. La maggior parte dei consulenti statunitensi aveva sconsigliato l'intervento militare, nella speranza che la giunta potesse porre fine alla guerra civile, ma il presidente degli Stati Uniti Lyndon B. Johnson ritenne di ascoltare il consiglio del suo ambasciatore in Santo Domingo, William Tapley Bennett, il quale suggerì l'intervento statunitense. Il capo di stato maggiore, il generale Wheeler disse ad un subordinato: «La tua missione è impedire che la Repubblica Dominicana diventi comunista». Una flotta di 41 navi statunitensi fu inviata per bloccare l'isola mentre gli Stati Uniti procedevano con l'invasione. Un totale di 42.000 soldati e marines statunitensi occuparono la Repubblica Dominicana.

#### 1965-1967: Indonesia
Diversi ufficiali dell'esercito e il comandante della guardia del palazzo del presidente Sukarno accusarono un capo militare indonesiano di pianificare un colpo di Stato appoggiato dalla CIA contro il presidente Sukarno e uccisero sei generali il 1º ottobre 1965. Il generale Suharto e altri alti ufficiali dell'esercito attaccarono gli ufficiali lo stesso giorno e accusarono il Partito Comunista Indonesiano (PKI) di aver orchestrato l'uccisione dei sei generali. L'esercito lanciò una campagna di propaganda basata su menzogne, scatenando i civili contro coloro che - a loro dire - sostenevano il PKI e altri oppositori politici. Le forze governative indonesiane, con la collaborazione di alcuni civili, hanno perpetrato uccisioni di massa per molti mesi. La CIA ha riconosciuto che "in termini di numero di persone uccise, i massacri anti-PCI in Indonesia sono considerati uno dei peggiori omicidi di massa del XX secolo". Le stime sul numero di civili uccisi vanno da mezzo milione a 1 milione ma stime più recenti riportano la cifra a 2-3 milioni. L'ambasciatore statunitense Marshall Green incoraggiò i leader militari ad agire con forza contro gli oppositori politici. Nel 2017, documenti declassificati dall'ambasciata statunitense a Giacarta hanno confermato che gli Stati Uniti avevano una conoscenza approfondita e dettagliata delle uccisioni di massa e le hanno attivamente facilitate e incoraggiate per i propri interessi nel paese. I diplomatici statunitensi hanno ammesso alla giornalista Kathy Kadane nel 1990 di aver fornito all'esercito indonesiano migliaia di nomi di presunti sostenitori del PKI e di altre persone presunte di sinistra, e che i funzionari degli Stati Uniti hanno quindi spuntato dai loro elenchi coloro che erano stati assassinati. La base di appoggio del presidente Sukarno fu in gran parte annientata, imprigionata e il resto terrorizzata, e così fu costretto a lasciare il potere nel 1967, sostituito da un regime militare autoritario guidato dal generale Suharto. Diversi studiosi definiscono le uccisioni di massa di questo periodo come genocidio indonesiano.

#### 1967: Grecia
Il 21 aprile 1967, poche settimane prima delle elezioni programmate, un gruppo di ufficiali dell'esercito di destra guidati dal generale di brigata Stylianos Pattakos e dai colonnelli Geōrgios Papadopoulos e Nikolaos Makarezos presero il potere in un colpo di Stato. I leader del colpo di Stato collocarono carri armati in posizioni strategiche ad Atene, ottenendo il controllo completo della città.
Allo stesso tempo, un gran numero di piccole unità militari sono state inviate per arrestare politici di primo piano, figure di spicco e cittadini comuni sospettati di simpatie di sinistra, secondo elenchi preparati in anticipo. Uno dei primi ad essere arrestato fu il tenente generale Grigorios Spandidakis, comandante in capo dell'esercito greco. I colonnelli convinsero Spandidakis a unirsi a loro, facendolo attivare in un piano d'azione per portare avanti il golpe. Alle prime ore del mattino, tutta la Grecia era nelle mani dei colonnelli. Tutti i principali politici, incluso il primo ministro in carica Panagiōtīs Kanellopoulos, erano stati arrestati dai cospiratori. Alle 6:00, Papadopoulos annunciò che erano stati sospesi undici articoli della costituzione greca.
La sinistra del fondatore del partito centrista Centre Union, Geōrgios Papandreou, fu arrestato dopo un'incursione notturna nella sua villa a Kastri, nell'Attica. Andreas Papandreou fu arrestato all'incirca nello stesso momento, dopo che sette soldati armati di baionette e una mitragliatrice entrarono con la forza nella sua casa. Papandreou fuggì dal tetto di casa sua, ma si arrese dopo che uno dei soldati mise la pistola alla testa del suo figlio quattordicenne George Papandreou. Gust Avrakotos, un ufficiale della CIA di alto rango in Grecia, che era vicino ai colonnelli, avrebbe consigliato loro di sparare "al figlio di puttana".
I critici statunitensi del colpo di Stato accusarono l'amministrazione Johnson di aver fornito aiuto a un "regime militare di collaboratori e simpatizzanti nazisti". Phillips Talbot, ambasciatore degli Stati Uniti ad Atene, disapprovò il colpo di Stato, lamentando che ciò rappresentava "uno stupro della democrazia", al quale John M. Maury, il capo della stazione della CIA ad Atene, rispose: "Come puoi stuprare una puttana?".

### 1970

#### 1971: Bolivia
Il governo degli Stati Uniti sostenne il golpe del 1971 in Bolivia guidato dal generale Hugo Banzer, il quale rovesciò il presidente Juan José Torres. Torres aveva indispettito gli Stati Uniti d'America per aver convocato una "Asamblea del Pueblo" (Assemblea del Popolo), in cui persone di specifici settori proletari della società erano rappresentati (minatori, insegnanti sindacalizzati, studenti, contadini), e più in generale per aver messo il paese in quella che era percepita come una direzione di sinistra. Il 18 agosto 1971, Banzer con una sanguinosa insurrezione militare riuscì a prendere il controllo del paese il 22 agosto 1971. A quel punto gli Stati Uniti fornirono ampi aiuti, militari e di altro tipo, alla dittatura di Banzer mentre quest'ultimo reprimeva la libertà di dissenso, torturava migliaia di oppositori, uccideva e faceva sparire centinaia di persone, chiudeva sindacati e università. L'ex presidente Torres, che era fuggito dalla Bolivia, fu rapito e assassinato nel 1976 durante l'operazione Condor, la campagna di repressione politica e di terrorismo di stato dei dittatori di destra sudamericani, sostenuta dagli Stati Uniti.

#### 1972-1975: Iraq
Gli Stati Uniti hanno fornito segretamente milioni di dollari per l'insurrezione curda sostenuta dall'Iran contro il governo iracheno. Il ruolo degli Stati Uniti era così segreto che persino il Dipartimento di Stato degli Stati Uniti d'America e il gruppo NSC 5412/2 degli Stati Uniti, creato per sorvegliare le operazioni segrete, non erano stati informati. Le truppe del Partito Democratico del Kurdistan erano guidate da Mustafa Barzani. In particolare, all'insaputa dei curdi, si trattava di un'azione segreta di cambio di regime che gli Stati Uniti volevano far fallire, intesa solo per logorare le risorse del paese. Gli Stati Uniti cessarono bruscamente il sostegno ai curdi nel 1975 e, nonostante le richieste di aiuto curde, rifiutarono di estendere persino gli aiuti umanitari alle migliaia di rifugiati curdi creati a seguito del crollo dell'insurrezione.

#### 1973: Cile
Il presidente democraticamente eletto Salvador Allende venne rovesciato dalle forze armate cilene e dalla polizia nazionale al culmine di un lungo periodo di violenze urbane, terrorismo degli opposti estremismi e crisi politiche tra il Congresso dominato dalla destra e il governo di sinistra, aggravato da una guerra economica condotta dal governo degli Stati Uniti. Come preludio al colpo di Stato, il capo dello staff dell'esercito cileno René Schneider, un generale dedito a preservare l'ordine costituzionale, fu assassinato nel 1970 durante un tentativo di rapimento fallito sostenuto dalla CIA. Il regime di Augusto Pinochet, salito al potere con il colpo di Stato, è noto per avere, secondo stime prudenti, fatto sparire almeno 3200 dissidenti politici (desaparecidos), imprigionati 30.000 (molti dei quali torturati) e costretto all'esilio circa 200.000 cileni. La CIA, attraverso il progetto FUBELT (noto anche come Track II), ha lavorato in segreto per progettare il colpo di Stato. Gli Stati Uniti inizialmente negarono qualsiasi coinvolgimento, tuttavia molti documenti rilevanti sono stati declassificati nei decenni successivi.

#### 1979-1989: Afghanistan
Durante l'operazione Cyclone, il governo degli Stati Uniti fornì segretamente armi e finanziamenti a diversi signori della guerra e fazioni di guerriglieri jihadisti conosciuti come i Mujaheddin dell'Afghanistan che combattevano per rovesciare il governo della Repubblica Democratica dell'Afghanistan e le forze militari sovietiche che lo sostenevano. Attraverso l'Inter-Services Intelligence (ISI) del Pakistan, gli Stati Uniti hanno addestrameto, armato e finanziato i combattenti afghani, compresi jihadisti che in seguito divennero noti come "talebani", e reclutato almeno 35.000 combattenti stranieri arabi per un costo stimato di 800 milioni di dollari. Anche gli arabi afghani "hanno beneficiato indirettamente dei finanziamenti della CIA, attraverso l'ISI e le organizzazioni della resistenza" Alcuni dei maggiori beneficiari afghani della CIA erano comandanti arabi come Jalaluddin Haqqani e Gulbuddin Hekmatyar che furono alleati chiave di Osama Bin Laden per molti anni. I militanti finanziati dalla CIA probabilmente ingrossarono le file di Al Qaida in seguito, anche se alcuni giornalisti non ritengono veritiera questa asserzione. L'operazione Cyclone terminò ufficialmente nel 1989 con il ritiro delle truppe sovietiche dall'Afghanistan, il finanziamento per i Mujahideen, da parte del governo degli Stati Uniti, continuò comunque fino al 1992, fino a quando i Mujahideen invasero il governo afgano a Kabul.

### 1980

#### 1980-1989: Polonia
A differenza dell'amministrazione Carter, la dottrina Reagan sosteneva il sindacato cattolico Solidarność in Polonia e, grazie all'intelligence della CIA, intraprese una campagna di pubbliche relazioni per scoraggiare ciò che l'amministrazione Carter riteneva essere "una mossa imminente da parte delle grandi forze militari sovietiche in Polonia". Il colonnello Ryszard Kukliński, alto funzionario dello stato maggiore polacco inviava segretamente rapporti alla CIA.
La CIA trasferì circa 2 milioni di dollari all'anno in contanti al Solidarność, per un totale di 10 milioni di dollari in cinque anni. Il sostegno della CIA al Solidarnosc comprendeva denaro, attrezzature e addestramento, assistenza tecnica per i giornali clandestini, per le trasmissioni, per la produzione di propaganda, aiuto organizzativo e consulenze. Il Congresso degli Stati Uniti ha autorizzato il National Endowment for Democracy (NED) a stanziare altri 10 milioni di dollari al Solidarnosc.
Con un progressivo incremento dei fondi per le operazioni segrete che miravano al rovesciamento del governo presieduto da comunisti e socialisti, la CIA infiltrò con successo l'opposizione polacca nel 1985.

#### 1980-1992: El Salvador
Il governo di El Salvador ha combattuto una sanguinosa guerra civile contro il Fronte Farabundo Martí per la Liberazione Nazionale (FMLN), un fronte composto da diversi gruppi di sinistra all'opposizione, e contro i leader delle cooperative agricole, leader sindacali e altri sostenitori della riforma agraria e delle condizioni migliori per "campesinos" (contadini senza terra e altri lavoratori agricoli) che sostenevano il FMLN. L'esercito salvadoregno organizzò squadroni della morte militari per terrorizzare la popolazione civile rurale, per spingerli a cessare il loro sostegno al FMLN. Le forze governative hanno ucciso più di 75.000 civili durante la guerra dal 1980-1992. Il governo degli Stati Uniti ha fornito addestramento militare e armi all'esercito salvadoregno. Il Battaglione Atlacatl, un battaglione anti-insurrezione, fu organizzato nel 1980 all'Istituto dell'emisfero occidentale per la cooperazione alla sicurezza ed ebbe un ruolo di primo piano nella strategia militare della "terra bruciata" contro il FLMN e i villaggi rurali che lo sostenevano, ad esempio nel maggio 1980 circa 600 civili furono uccisi nel Rio Sumpul al confine con l'Honduras. I soldati di Atlacatl erano equipaggiati e diretti da consiglieri militari statunitensi che operavano ad El Salvador. Il battaglione Atlacatl partecipò anche al Massacro di El Mozote l'11 dicembre del 1981, nel quale più di 1 000 abitanti vennero dapprima rinchiusi nelle case e il giorno dopo assassinati - prima gli uomini poi le donne e infine i bambini - proseguendo poi al vicino villaggio Los Toriles. Nel maggio del 1983, gli ufficiali statunitensi presero posizione fra i livelli più alti delle forze armate salvadoregne, prendendo decisioni critiche e conducendo la guerra. Una commissione d'inchiesta del Congresso degli Stati Uniti ha scoperto che la politica di repressione esercitata dall'esercito salvadoregno comportava l'eliminazione di "interi villaggi dalla mappa, di isolare i guerriglieri e di negare loro qualsiasi base rurale in cui possano nutrirsi". La strategia di "prosciugare l'oceano" o "terra bruciata" era basata su tattiche simili a quelle utilizzate dalle unità anti-insurrezione della giunta nel vicino Guatemala e derivavano principalmente dalla strategia statunitense impiegata durante la guerra del Vietnam e insegnate dai consiglieri militari statunitensi.

#### 1982-1989: Nicaragua
Il governo degli Stati Uniti ha tentato di rovesciare il governo del Nicaragua, armando, addestrando e finanziando segretamente i Contras, un gruppo militare con sede in Honduras creato per destabilizzare il governo del Nicaragua. Come parte dell'addestramento, la CIA distribuì un dettagliato "manuale del terrore" intitolato "Operazioni psicologiche nella guerra di guerriglia", che istruiva i Contras, tra le altre cose, su come far saltare in aria edifici pubblici, assassinare giudici, creare martiri, e ricattare i cittadini. Oltre a manovrare i Contras, il governo degli Stati Uniti ha anche fatto saltare ponti e minato il porto di Corinto, causando morti civili e l'affondamento di navi civili nicaraguensi e straniere. Dopo che l'"Emendamento Boland" rese illegale per il governo degli Stati Uniti il finanziamento delle attività dei Contras, l'amministrazione del presidente Reagan segretamente vendette armi al governo iraniano per finanziare un apparato segreto del governo USA che continuava illegalmente a finanziare i Contras, in quello che divenne noto come "Irangate". Gli Stati Uniti hanno continuato ad armare e addestrare i Contras anche dopo che la vittoria alle elezioni nicaraguensi del 1984 da parte del Fronte Sandinista di Liberazione Nazionale.

#### 1983: Grenada
Durante l'amministrazione Reagan, con l'operazione Urgent Fury, l'esercito statunitense ha invaso la piccola isola di Grenada per rimuovere il governo marxista. L'Assemblea generale delle Nazioni Unite ha definito l'invasione degli Stati Uniti "una flagrante violazione del diritto internazionale" ma la risoluzione di condanna, ampiamente sostenuta nel Consiglio di sicurezza delle Nazioni Unite, è stata bloccata dal veto degli Stati Uniti.

#### 1989: Panama
Nel dicembre del 1989, in un'operazione militare chiamata operazione Just Cause, gli Stati Uniti invasero Panama. Il presidente George H. W. Bush lanciò l'aggressione dieci anni dopo la ratifica dei trattati Torrijos-Carter, che sancivano il trasferimento del controllo del canale di Panama dagli Stati Uniti a Panama entro il 2000. Gli Stati Uniti destituirono il leader panamense, il generale Manuel Noriega e lo portarono negli Stati Uniti. Il presidente eletto Guillermo Endara prestò giuramento e le forze armate panamensi furono sciolte.

## Dopo la guerra fredda

### 1990

#### 1991: Kuwait
Dopo l'invasione del Kuwait da parte dell'Iraq nell'agosto del 1990, il governo degli Stati Uniti fece pressioni sui governi rappresentati nel Consiglio di sicurezza delle Nazioni Unite per sostenere una risoluzione che autorizzava gli stati membri dell'ONU a usare "tutti i mezzi necessari" per rimuovere le forze irachene dal Kuwait. La risoluzione 678 del Consiglio di sicurezza delle Nazioni Unite fu approvata e gli Stati Uniti riunirono una forza di coalizione di 34 stati per la guerra. L'operazione venne lanciata nel gennaio 1991 e aveva il nome in codice "Operation Desert Storm". La coalizione guidata dagli Stati Uniti respinse le forze irachene dal Kuwait e tornò al potere l'emiro, sceicco Jabir III al-Ahmad al-Jabir Al Sabah.

#### 1991: Haiti
Otto mesi dopo le elezioni ad Haiti, il neoeletto presidente Jean-Bertrand Aristide fu deposto dall'esercito haitiano. Secondo alcuni, la CIA avrebbe "pagato i membri chiave delle forze del colpo di Stato, identificati come trafficanti di droga, per informazioni dalla metà degli anni '80, almeno fino al colpo di Stato". I dirigenti di colpi di stato Cédras e François avevano ricevuto addestramento militare negli Stati Uniti.

#### 1991-2003: Iraq
Dopo la guerra del Golfo nel 1991, il governo degli Stati Uniti volle appesantire le sanzioni prebelliche contro l'Iraq, le quali furono adottate poi dal Consiglio di sicurezza delle Nazioni Unite nell'aprile 1991 con la "Risoluzione 687". Successivamente alle sanzioni più severe, i funzionari statunitensi dichiararono nel maggio 1991 - quando era ampiamente previsto che il governo iracheno di Saddam Hussein sarebbe collassato— che le sanzioni non sarebbero state revocate a meno che Saddam non fosse rovesciato.

#### 1994-2000: Iraq
La CIA lanciò "DBACHILLES", un'operazione che aveva come finalità un colpo di Stato contro il governo iracheno, reclutando Iyad Allawi, il quale era a capo dell'"accordo nazionale iracheno", una rete di iracheni che si opponevano al governo di Saddam Hussein. La rete comprendeva ufficiali militari e figure dell'intelligence irachena, ma era infiltrata da persone fedeli al governo iracheno. Usando anche Ayad Allawi e la sua rete, la CIA diresse una campagna dinamitarda e di sabotaggio a Baghdad tra il 1992 e il 1995, contro obiettivi che, secondo il governo iracheno dell'epoca, uccisero molti civili tra cui persone in un cinema affollato. La campagna dinamitarda della CIA potrebbe essere stata solo una prova della capacità operativa della sua rete sul campo, senza essere essa correlata strettamente al piano del colpo di Stato. Il colpo di Stato non ebbe successo, ma Ayad Allawi fu successivamente installato come primo ministro iracheno dal Consiglio di governo iracheno, che era stato creato dalla coalizione guidata dagli Stati Uniti dopo l'invasione e l'occupazione dell'Iraq del marzo 2003. Gli Stati Uniti nel 1998 promulgarono l'"Iraq Liberation Act", il quale afferma, in parte, che la politica degli Stati Uniti deve sostenere gli sforzi per rimuovere Saddam Hussein dall'Iraq e deve stanziare fondi per aiutare le organizzazioni dell'opposizione democratica irachena.

#### 1997: Indonesia
L'amministrazione Clinton vide un'opportunità per spodestare il presidente indonesiano Suharto, quando il suo dominio sull'Indonesia era diventato sempre più precario all'indomani della crisi finanziaria asiatica del 1997. I funzionari americani cercarono di inasprire la crisi monetaria dell'Indonesia facendo sì che il Fondo Monetario Internazionale (FMI) si opponesse agli sforzi di Suharto di istituire un comitato valutario per stabilizzare la rupia, provocando così scontento fra la popolazione. Il direttore del FMI Michel Camdessus affermò che fu proprio il fondo a creare le condizioni per obbligare Suharto ad abbandonare il progetto. L'ex segretario di stato americano Lawrence Eagleburger in seguito confermò il coinvolgimento statunitense nel supportare la manovra del FMI. La crisi economica che ne conseguì fece esplodere una rivolta nella quale morirono più di un migliaio di persone.

### Anni 2000

#### 2000: Jugoslavia
Nel periodo che va dal 1998 al 2000, poco più di 100 milioni di dollari sono stati convogliati dal Dipartimento di Stato degli Stati Uniti d'America attraverso i Quangos ai partiti dell'opposizione al fine di determinare un cambio di regime in Jugoslavia. A seguito dei problemi relativi ai risultati delle elezioni presidenziali in Jugoslavia del 2000, il Dipartimento di Stato degli Stati Uniti sostenne i gruppi dell'opposizione come Otpor! attraverso la fornitura di materiale promozionale e anche di servizi di consulenza tramite Quangos. Il coinvolgimento degli Stati Uniti è servito ad allargare e organizzare il dissenso attraverso l'esposizione mediatica, le risorse, l'incoraggiamento morale e materiale, l'aiuto tecnologico e la consulenza professionale. Questa campagna è stata uno dei fattori che hanno contribuito al rovesciamento del presidente Slobodan Milošević il 5 ottobre 2000.

#### 2005: Iran
Secondo fonti di intelligence pakistane e statunitensi, a partire dal 2005 il governo degli Stati Uniti ha segretamente incoraggiato e consigliato un gruppo militante pakistano della popolazione Beluci denominato Jundullah, responsabile di una serie di raid di guerriglia mortali in Iran. Jundullah, guidato da Abdolmalek Rigi (a volte scritto come Abd el Malik Regi), noto anche come "Regi", è stato sospettato di essere associato ad Al Qaida, accusa che il gruppo ha negato. ABC News ha appreso da fonti tribali che i soldi per Jundullah sono stati inviati al gruppo attraverso gli esuli iraniani. La CIA sostiene che a manovrare Jundallah ci fosse, in realtà, il Mossad con un'operazione di false flag per far risultare che dietro ci fosse l'intelligence statunitense.

#### 2006-Oggi: Territori palestinesi

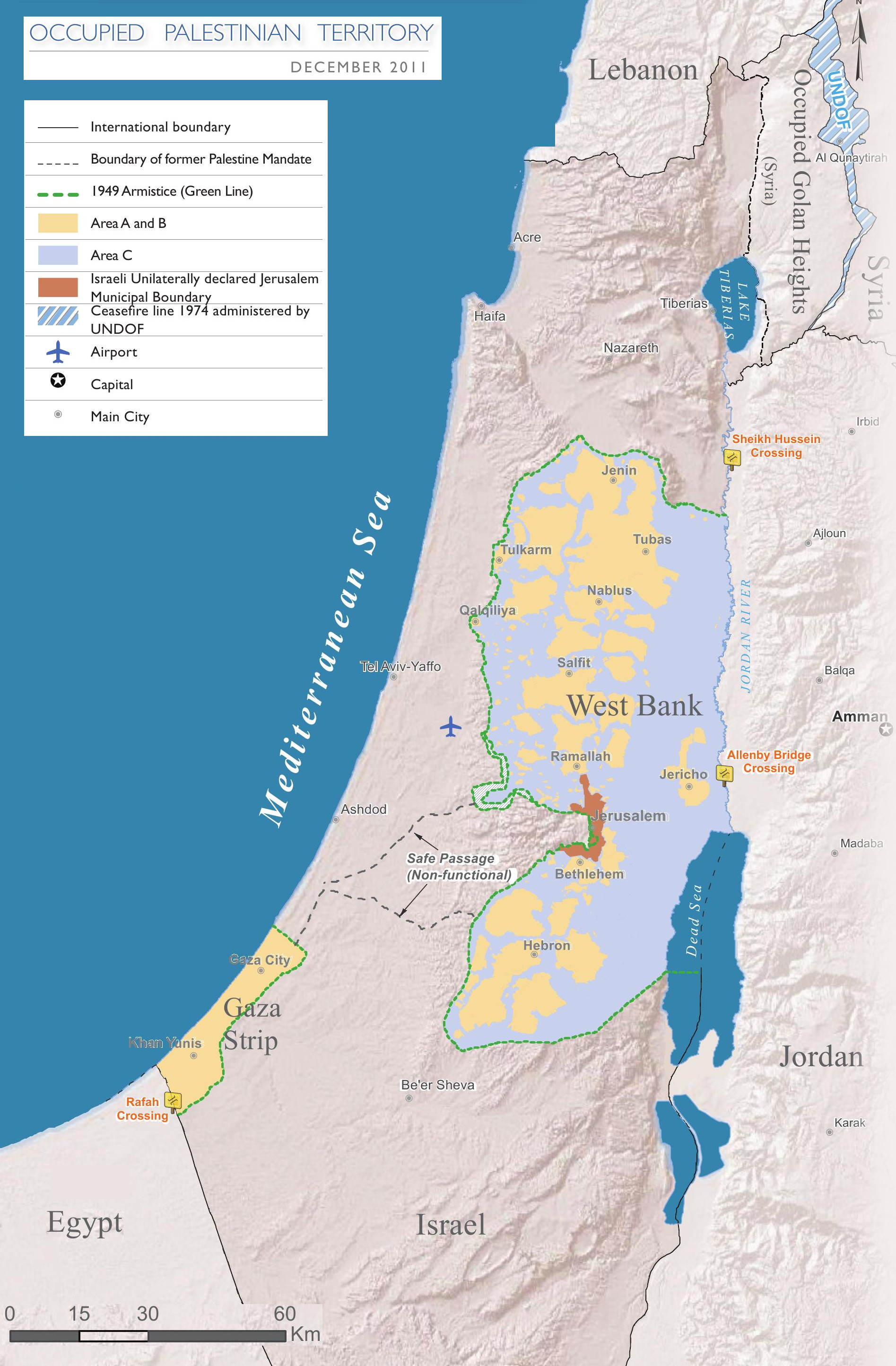
Territori palestinesi occupati

Il governo degli Stati Uniti ha fatto pressione sulla fazione Fatah della leadership palestinese per rovesciare il governo di Hamas del primo ministro Ismail Haniyeh. L'amministrazione Bush non scontenta del fatto che la maggioranza del popolo palestinese avesse partecipato alle elezioni legislative in Palestina del 2006. Il governo degli Stati Uniti istituì un programma segreto di addestramento e armamenti che ricevette decine di milioni di dollari dai finanziamenti congressuali, ma anche, come nello scandalo Irangate, da una fonte segreta di finanziamenti per spingere Fatah a avviare una guerra contro il governo di Haniyeh. La guerra fu brutale, con molte vittime. Fatah rapì e torturò i leader civili di Hamas, a volte di fronte alle proprie famiglie, e ha dato fuoco a un'università a Gaza. Quando il governo dell'Arabia Saudita tentò di negoziare una tregua tra le parti in modo da evitare una guerra civile palestinese su larga scala, il governo degli Stati Uniti fece pressione su Fatah per respingere il piano saudita e per continuare lo sforzo nel rovesciare il governo di Haniyeh. Alla fine, al governo di Haniyeh è stato impedito di governare su tutti i territori palestinesi, con Hamas che si ritirava nella striscia di Gaza e Fatah che si ritirava in Cisgiordania.

#### 2005-Oggi: Siria
Dal 2006, il Dipartimento di Stato ha convogliato almeno 6 milioni di dollari per il canale satellitare anti-governativo Barada TV, associato al gruppo in esilio "Movimento per la giustizia e lo sviluppo in Siria". Questo sostegno segreto è continuato sotto l'amministrazione Obama, anche se gli Stati Uniti ricostruivano pubblicamente le relazioni con Bashar al-Assad.
Dopo lo scoppio della guerra civile siriana nel 2011, il governo degli Stati Uniti ha invitato il presidente siriano Bashar Al Assad a "farsi da parte" e ha imposto un embargo petrolifero contro il governo siriano per metterlo in ginocchio. Dal 2012, con l'avvio dell'operazione Timber Sycamore, un programma segreto di fornitura armi e addestramento gestito dalla CIA e sostenuto da altri servizi di intelligence come quello dell'Arabia Saudita, venne fornito denaro, armi e addestramento alle forze ribelli. Secondo i funzionari statunitensi, il programma ha addestrato migliaia di ribelli.
Una conseguenza non voluta del programma è stata la proliferazione di armi nel mercato nero del Medio Oriente, come fucili d'assalto, mortai e lanciatori di granate a propulsione (RPG), dopo esser state rubate dai servizi segreti giordani, e finite perlopiù nelle mani dello Stato Islamico dell'Iraq e della Siria (ISIS) e di diverse formazioni fondamentaliste islamiche come Ahrar al-Sham e Fronte al-Nusra, affiliato con Al Qaida.
Nel luglio 2017, i funzionari statunitensi hanno dichiarato che il Timber Sycamore sarebbe stato eliminato gradualmente, con fondi reindirizzati alla lotta contro l'ISIS, o per offrire capacità difensive alle forze ribelli anti-Assad.

### 2010

#### 2011: Libia
Gli Stati Uniti facevano parte di una coalizione multinazionale che ha intrapreso l'intervento militare in Libia del 2011 per attuare la risoluzione 1973 del Consiglio di sicurezza delle Nazioni Unite, che è stata presa in risposta agli eventi durante la guerra civile libica. Le operazioni militari iniziarono con le forze navali statunitensi e britanniche che spararono su 110 missili BGM-109 Tomahawk, le forze aeree francesi e britanniche colpirono tutta la Libia e un blocco navale venne effettuato da parte delle forze della coalizione.

#### 2013: Ucraina
Dalla dichiarazione di indipendenza dell'Ucraina nel 1991, gli Stati Uniti investirono 5 miliardi di dollari in quello che la diplomatica statunitense Victoria Nuland definisce, "sviluppo di istituzioni democratiche" nel paese.
Il 21 novembre il presidente ucraino Viktor Janukovyč sospese un accordo tra Ucraina e Unione europea, che prevedeva la realizzazione di un'Area Approfondita e Globale di Libero Scambio. Nei giorni seguenti cominciarono delle proteste contro il governo, da parte di coloro che chiedevano una integrazione maggiore con l'Unione europea. I manifestanti, accampati per giorni nel centro di Kiev, vennero incitati da personaggi di spicco statunitensi quali il senatore John McCain e la Nuland. I tumulti terminarono con la fuga dal paese del presidente Janukovyč.
La Nuland, intercettata in una discussione con Geoffrey Pyatt, ambasciatore statunitense in Ucraina, discuteva della futura formazione del governo post-Janukovyč, e indicava Arsenij Jacenjuk come l'uomo da mettere a capo del nuovo governo. Il 23 febbraio 2014 Jacenjuk viene effettivamente nominato primo ministro ad interim del governo e a seguito delle elezioni parlamentari in Ucraina del 2014 viene riconfermato primo ministro della Verchovna Rada. A seguito dell'insurrezione e del conseguente cambio di governo, i rapporti con la Federazione Russa precipitarono e di li a poco si verificarono la crisi della Crimea del 2014 e la guerra del Donbass.
I governi successivi all'insurrezione si sono adoperati in politiche di stampo nazionalistico. Per quanto riguarda l'ambito culturale, con la legge sull'istruzione del 2017 viene imposto l'uso della sola lingua ucraina nell'insegnamento, nonostante la profonda diversità etnico-culturale della popolazione ucraina.. Vengono introdotte riforme di stampo liberista, come la privatizzazione della sanità e di buona parte del settore produttivo. Inoltre vengono approvate leggi anticomuniste che hanno comportato il bando del Partito Comunista dell'Ucraina - il quale alle elezioni politiche del 2012, le ultime prima dell'insurrezione, ottenne il 13,2% dei voti - e la rimozione di tutti i simboli dell'era sovietica come i monumenti e i nomi delle strade.

#### 2015-Oggi: Yemen
Gli Stati Uniti hanno sostenuto l'intervento dell'Arabia Saudita nella guerra civile dello Yemen. La guerra civile yemenita è iniziata nel 2015 tra due fazioni, ciascuna delle quali riteneva di sostenere il governo legittimo dello Yemen: Forze Huthi, che controllano la capitale Sana'a e hanno sostenuto l'ex presidente 'Ali 'Abd Allah Saleh, combattono contro le forze situate ad Aden, fedeli al governo di 'Abd Rabbih Mansur Hadi. L'offensiva guidata dai sauditi ha lo scopo di ripristinare Hadi al potere ed è alleata con varie fazioni locali. L'intervento guidato dall'Arabia Saudita è stato ampiamente condannato a causa dell'uso ampio di bombardamenti di aree urbane e di altre aree civili, tra cui scuole e ospedali. Le forze armate statunitensi forniscono assistenza per quanto riguarda le informazioni sui siti da colpire e danno supporto logistico per la campagna di bombardamenti a guida saudita, incluso il rifornimento aereo. Gli Stati Uniti forniscono anche armi e bombe, incluse, secondo un rapporto di Human Rights Watch (HRW), bombe a grappolo fuorilegge in gran parte del mondo e usate dall'Arabia Saudita nel conflitto. Gli Stati Uniti sono stati criticati per aver fornito armi e bombe sapendo che i bombardamenti sauditi hanno bersagliato indiscriminatamente civili, violando le leggi del diritto bellico. È stato suggerito che il governo degli Stati Uniti sia legalmente un "co-belligerante" nel conflitto, nel qual caso il personale militare degli Stati Uniti potrebbe essere perseguito per crimini di guerra, e un senatore degli Stati Uniti ha accusato gli Stati Uniti di complicità nella catastrofe umanitaria dello Yemen, con una carestia che coinvolge milioni di persone. A partire da maggio 2018, la guerra civile è in stallo e 13 milioni di civili yemeniti rischiano la fame, secondo l'ONU.

#### 2015-Oggi: Venezuela
Sotto l'amministrazione Obama, il 10 marzo 2015 il Venezuela è stato dichiarato una minaccia alla sicurezza nazionale degli Stati Uniti, il presidente venezuelano Nicolás Maduro ha risposto che "il presidente Barack Obama, in rappresentanza dell'élite imperialista degli Stati Uniti, ha personalmente deciso assumere il compito di sconfiggere il mio governo e intervenire in Venezuela per controllarlo". Alcuni giorni prima che il presidente Obama lasciasse l'incarico, ha rinnovato l'emergenza nazionale riguardante il Venezuela il 17 gennaio 2017 e le sanzioni mirate contro il paese.
L'11 agosto 2017, il presidente Donald Trump ha dichiarato che non escluderà un'opzione militare per affrontare il governo di Nicolás Maduro e l'aggravarsi della crisi in Venezuela. I consulenti statunitensi di Trump ritengono che non sia saggio nemmeno discutere di una soluzione militare a causa della lunga storia di interventi impopolari in America Latina da parte degli Stati Uniti. I rappresentanti degli Stati Uniti che erano in contatto con ufficiali militari venezuelani dissidenti durante il 2017 e il 2018, hanno rifiutato di collaborare con loro o di fornire loro assistenza.
L'11 gennaio, l'Assemblea nazionale ha annunciato che Juan Guaidó aveva assunto i poteri e le funzioni del presidente del Venezuela. Guaidó viene riconosciuto nei giorni successivi da alcuni stati dell'America Latina e di altri stati. Il 23 gennaio, Guaidó ha prestato giuramento come presidente ad interim, che è stato immediatamente riconosciuto da diversi stati stranieri. inclusi gli Stati Uniti alcuni minuti dopo. Il 26 gennaio, Elliott Abrams, un diplomatico neoconservatore coinvolto in molteplici operazioni all'estero di destabilizzazione è stato designato come inviato speciale in Venezuela.
Mike Pompeo ha affermato che alcune cellule militanti di Hezbollah sarebbero attive in Venezuela e che gli Stati Uniti d'America hanno l'obbligo di eliminare questo rischio per il proprio paese. Alfred de Zayas, ex funzionario dell'Organizzazione delle Nazioni Unite, ha anche detto che gli Stati Uniti starebbero violando la legge internazionale tentando un colpo di Stato contro il governo venezuelano.